# ブレッサーナ・ボッタローネ
ブレッサーナ・ボッタローネ（伊: Bressana Bottarone）は、イタリア共和国ロンバルディア州パヴィーア県にある、人口約3,400人の基礎自治体（コムーネ）。

## 地理

### 位置・広がり

#### 隣接コムーネ
隣接するコムーネは以下の通り。
- バスティーダ・パンカラーナ
- カザティズマ
- カステッレット・ディ・ブランドゥッツォ
- カーヴァ・マナーラ
- ピナローロ・ポー
- レーア
- ロベッコ・パヴェーゼ
- ヴェッルーア・ポー

### 気候分類・地震分類
気候分類では、zona E, 2619 GGに分類される。
また、イタリアの地震リスク階級 (it) では、zona 3 (sismicità bassa) に分類される
。

## 行政

### 分離集落
ブレッサーナ・ボッタローネには、以下の分離集落（フラツィオーネ）がある。
- Argine, Bottarone, Cascina Bella, Ferragutti